# کامپو لامیرو
کامپو لامیرو (به اسپانیایی: Campo Lameiro) یک شهرستان در اسپانیا است که در استان پنتبدرا واقع شده‌است.

## خصوصیات
کامپو لامیرو ۶۳٫۸۲ کیلومترمربع مساحت و ۲٬۰۸۴ نفر جمعیت دارد.